# Correcillas
Correcillas es una localidad española perteneciente al municipio de Valdepiélago, en la provincia de León, comunidad autónoma de Castilla y León. 

## Geografía
La localidad se ubica en la cabecera del valle por el que discurre el arroyo de Correcillas, que es tributario del río Torío. Confina con las siguientes localidades:
| Noroeste: Rodillazo   | Norte: Valverde de Curueño | Nordeste: Valdeteja         |
| Oeste: Villalfeide    |                            | Este: Valdorria             |
| Suroeste: La Valcueva | Sur: Aviados               | Sureste: La Mata de Bérbula |

## Demografía
Evolución de la población
| Gráfica de evolución demográfica de Correcillas entre 2000 y 2017  |
|                                                                    |
| Población de derecho (2000-2017) según el padrón municipal del INE |

## Historia
Durante la Edad Media y la Edad Moderna perteneció a la Encartación de Curueño, una jurisdicción histórica que comprendía el actual municipio de Valdepiélago, a excepción de la localidad de Aviados, y algunas localidades de los actuales municipios de La Vecilla y de Valdelugueros.
A mediados del siglo XIX, así describe a Correcillas Pascual Madoz en el tomo VII del Diccionario geográfico-estadístico-histórico de España y sus posesiones de Ultramar:

Lugar en la provincia y diócesis de León (8 leguas), partido judicial de la Vecilla (1 ½), audiencia territorial y capitanía general de Valladolid (27), ayuntamiento de Valdepiélago. Situado a la falda de una montaña donde principia la sierra que divide a Asturias y Castilla; reinan con más frecuencia los vientos del N y O; su clima es muy sano, pues apenas se conocen enfermedades comunes. Tiene 22 casas; escuela de primeras letras dotada con 260 reales a que asisten 14 niños de ambos sexos; iglesia parroquial (San Julián Mártir), servida por un cura de ingreso y libre colación. Cementerio en paraje ventilado, y buenas aguas potables. Confina N Valverde de Curueño; E Valdorria; S Aviados, y O Villalfeide, a una legua los más distantes. El terreno es de mediana calidad; hay un pequeño monte de roble y algunos chopos. Los caminos locales y en buen estado; recibe la correspondencia en Valdepiélago. Producciones: centeno, trigo y legumbres; cría ganado vacuno, lanar y cabrío, y caza de perdices; algún corzo y jabalíes. Población: 19 vecinos, 95 almas. Contribución: con el ayuntamiento.
Diccionario geográfico-estadístico-histórico de España y sus posesiones de Ultramar

## Patrimonio

### Iglesia parroquial de San Julián
Fue construida a mediados del siglo XX utilizando los materiales de otra iglesia que se ubicaba en la misma ladera, unos 50 m más arriba. Se trata de una iglesia de pequeñas dimensiones construida con sillarejos y de una única nave. En el exterior dispone de cuatro pequeños estribos sobre los que descargan cuatro arcos que dividen interiormente el techo en seis tramos iguales. Su portada es en arco de medio punto sin ornamentación, orientada al mediodía y se encuentra protegida por un pequeño atrio sobre el que se levanta el campanario en espadaña.
- Iglesia de San Julián.[4]

### Calzada romana transversal de Valdorria a Correcillas y Rodillazo
La calzada transversal es un antiquísimo camino que enlazó estas localidades, conservando en la actualidad una agreste traza de piedras irregulares y terraplenes que encaminan los pasos.

## Turismo

### Camino Olvidado a Santiago
Correcillas es una de las localidades que forman parte del Camino Olvidado a Santiago. Concretamente, es una de las paradas del itinerario en la etapa 13B, una variante que parte del Puente Viejo de Boñar para terminar en Vegacervera, ya en plena Reserva de la Biosfera de los Argüellos.